# American Hockey League 1981-1982
La stagione 1981-1982 è stata la 46ª edizione della American Hockey League, la più importante lega minore nordamericana di hockey su ghiaccio. Il calendario della stagione regolare fu composto da 80 partite. La stagione vide al via undici formazioni e al termine dei playoff i New Brunswick Hawks conquistarono la loro prima Calder Cup sconfiggendo i Binghamton Whalers 4-1.

## Modifiche
- Nella North Division nacquero i Fredericton Express, formazione canadese di Fredericton nel Nuovo Brunswick.
- Nella South Division si iscrissero gli Erie Blades, squadra proveniente dalla Eastern Hockey League.

## Stagione regolare

### Classifiche
North Division
|  | Pos. | Squadra               | Pt  | G  | V  | S  | N  | GF  | GS  | DR   |
|  | ---- | --------------------- | --- | -- | -- | -- | -- | --- | --- | ---- |
|  | 1.   | New Brunswick Hawks   | 107 | 80 | 48 | 21 | 11 | 338 | 227 | +111 |
|  | 2.   | Maine Mariners        | 101 | 80 | 47 | 26 | 7  | 325 | 272 | +53  |
|  | 3.   | Nova Scotia Voyageurs | 80  | 80 | 35 | 35 | 10 | 330 | 313 | +17  |
|  | 4.   | Springfield Indians   | 69  | 80 | 32 | 43 | 5  | 278 | 319 | -41  |
|  | 5.   | Fredericton Express   | 45  | 80 | 20 | 55 | 5  | 275 | 407 | -132 |

South Division
|  | Pos. | Squadra              | Pt | G  | V  | S  | N | GF  | GS  | DR   |
|  | ---- | -------------------- | -- | -- | -- | -- | - | --- | --- | ---- |
|  | 1.   | Binghamton Whalers   | 98 | 80 | 46 | 28 | 6 | 329 | 266 | +63  |
|  | 2.   | Rochester Americans  | 89 | 80 | 40 | 31 | 9 | 325 | 286 | +39  |
|  | 3.   | New Haven Nighthawks | 86 | 80 | 39 | 33 | 8 | 292 | 276 | +16  |
|  | 4.   | Hershey Bears        | 78 | 80 | 36 | 38 | 6 | 316 | 347 | -31  |
|  | 5.   | Adirondack R. Wings  | 77 | 80 | 34 | 37 | 9 | 299 | 285 | +14  |
|  | 6.   | Erie Blades          | 50 | 80 | 22 | 52 | 6 | 317 | 425 | -108 |

Legenda:

      Ammesse ai Playoff
Note:

Due punti a vittoria, un punto a pareggio, zero a sconfitta.

### Statistiche
Classifica marcatori
| Giocatore         | Squadra               | PG | Gol | Assist | Punti |
| ----------------- | --------------------- | -- | --- | ------ | ----- |
| Mike Kaszycki     | New Brunswick Hawks   | 80 | 36  | 82     | 118   |
| Gordie Clark      | Maine Mariners        | 80 | 50  | 51     | 101   |
| Wayne Schaab      | Maine Mariners        | 80 | 27  | 69     | 96    |
| Guy Carbonneau    | Nova Scotia Voyageurs | 77 | 27  | 67     | 94    |
| Wes Jarvis        | Hershey Bears         | 56 | 31  | 61     | 92    |
| Bob Sullivan      | Binghamton Whalers    | 74 | 47  | 43     | 90    |
| Paul Evans        | Maine Mariners        | 79 | 33  | 57     | 90    |
| Richard David     | Fredericton Express   | 74 | 51  | 32     | 83    |
| Mike Krushelnyski | Erie Blades           | 62 | 31  | 52     | 83    |
| Steve Larmer      | New Brunswick Hawks   | 74 | 38  | 44     | 82    |
|                   |                       |    |     |        |       |

Classifica portieri
| Giocatore          | Squadra              | PG | MGS  |  |
| ------------------ | -------------------- | -- | ---- |  |
| Warren Skorodenski | New Brunswick Hawks  | 28 | 2.55 |  |
| Jacques Cloutier   | Rochester Americans  | 23 | 2.81 |  |
| Bob Janecyk        | New Brunswick Hawks  | 53 | 2.85 |  |
| Ken Holland        | Binghamton Whalers   | 46 | 2.92 |  |
| Mike Veisor        | Binghamton Whalers   | 22 | 3.09 |  |
| Larry Lozinski     | Adirondack R. Wings  | 55 | 3.27 |  |
| Sam St. Laurent    | Maine Mariners       | 25 | 3.27 |  |
| Bob Froese         | Maine Mariners       | 33 | 3.28 |  |
| Pelle Lindbergh    | Maine Mariners       | 25 | 3.31 |  |
| Jim Rutherford     | New Haven Nighthawks | 29 | 3.35 |  |
|                    |                      |    |      |  |

## Playoff
|  | Primo turno | Primo turno           | Primo turno           |                    |                     | Semifinali          | Semifinali | Semifinali |  |  | Calder Cup | Calder Cup          | Calder Cup |
|  |             |                       |                       |                    |                     |                     |            |            |  |  |            |                     |            |
|  | N1          | New Brunswick Hawks   | 3                     |                    |                     |                     |            |            |  |  |            |                     |            |
|  | S5          | Adirondack Red Wings  | 2                     |                    |                     |                     |            |            |  |  |            |                     |            |
|  | S5          | Adirondack Red Wings  | 2                     |                    | N1                  | New Brunswick Hawks | 4          |            |  |  |            |                     |            |
|  |             |                       |                       |                    | N1                  | New Brunswick Hawks | 4          |            |  |  |            |                     |            |
|  |             | N3                    | Nova Scotia Voyageurs | 1                  |                     |                     |            |            |  |  |            |                     |            |
|  | N2          | N3                    | Nova Scotia Voyageurs | 1                  | Maine Mariners      | 1                   |            |            |  |  |            |                     |            |
|  | N2          |                       |                       |                    | Maine Mariners      | 1                   |            |            |  |  |            |                     |            |
|  | N3          | Nova Scotia Voyageurs | 3                     |                    |                     |                     |            |            |  |  |            |                     |            |
|  |             |                       |                       |                    |                     |                     |            |            |  |  | N1         | New Brunswick Hawks | 4          |
|  |             |                       | S2                    | Binghamton Whalers | 1                   |                     |            |            |  |  |            |                     |            |
|  | S1          | Binghamton Whalers    | 3                     |                    |                     |                     |            |            |  |  |            |                     |            |
|  | S4          | Hershey Bears         | 2                     |                    |                     |                     |            |            |  |  |            |                     |            |
|  | S4          | Hershey Bears         | 2                     |                    | S1                  | Binghamton Whalers  | 4          |            |  |  |            |                     |            |
|  |             |                       |                       |                    | S1                  | Binghamton Whalers  | 4          |            |  |  |            |                     |            |
|  |             | S2                    | Rochester Americans   | 1                  |                     |                     |            |            |  |  |            |                     |            |
|  | S2          | S2                    | Rochester Americans   | 1                  | Rochester Americans | 3                   |            |            |  |  |            |                     |            |
|  | S2          |                       |                       |                    | Rochester Americans | 3                   |            |            |  |  |            |                     |            |
|  | S3          | New Haven Nighthawks  | 1                     |                    |                     |                     |            |            |  |  |            |                     |            |

## Premi AHL
- Calder Cup: New Brunswick Hawks
- F. G. "Teddy" Oke Trophy: New Brunswick Hawks
- John D. Chick Trophy: Binghamton Whalers
- Dudley "Red" Garrett Memorial Award: Bob Sullivan (Binghamton Whalers)
- Eddie Shore Award: Dave Farrish (New Brunswick Hawks)
- Fred T. Hunt Memorial Award: Mike Kaszycki (New Brunswick Hawks)
- Harry "Hap" Holmes Memorial Award: Bob Janecyk e Warren Skorodenski (New Brunswick Hawks)
- John B. Sollenberger Trophy: Mike Kaszycki (New Brunswick Hawks)
- Les Cunningham Award: Mike Kaszycki (New Brunswick Hawks)
- Louis A. R. Pieri Memorial Award: Larry Kish (Binghamton Whalers)

### Vincitori
| New Brunswick Hawks | Portieri: Bob Janecyk, Warren Skorodenski Difensori: Don Dietrich, Dave Farrish, John Gibson, Lowell Loveday, Jack O'Callahan, Brian Young, Miles Zaharko Attaccanti: Russ Adam, Louis Begin, Kim Davis, Mel Hewitt, Mike Kasczyki, Steve Larmer, Steve Ludzik, Bill Riley, Florent Robidoux, Sean Simpson, Rod Willard, Bart Yachimec Allenatore: Orval Tessier |

### AHL All-Star Team
First All-Star Team
- Attaccanti: Bob Sullivan • Mike Kaszycki • Gordie Clark
- Difensori: Dave Farrish • Norm Barnes
- Portiere: Bob Janecyk

Second All-Star Team
- Attaccanti: Steve Larmer • Wayne Schaab • Richard David
- Difensori: Lowell Loveday • Miles Zaharko
- Portiere: Ken Holland